# Evolução do Colégio dos Cardeais sob o pontificado de João Paulo I
Este artigo apresenta as evoluções dentro do Colégio dos Cardeais (anteriormente Sacro Colégio) durante o pontificado do Papa João Paulo I, eleito em 26 de agosto de 1978 e até 28 de setembro de 1978, data da abertura do conclave que elegeria o seu sucessor.

## Composição por país de origem
| País                           | 1963 | 1978     | 1978          | 1978  |
| ------------------------------ | ---- | -------- | ------------- | ----- |
|                                |      | Votantes | Não eleitores | Total |
| Argélia                        |      | 2        |               | 2     |
| Burquina Fasso                 |      | 1        |               | 1     |
| Benim                          |      | 1        |               | 1     |
| Egito                          |      | 1        |               | 1     |
| Quênia                         |      | 1        |               | 1     |
| Madagáscar                     |      | 1        |               | 1     |
| Nigéria                        |      | 1        |               | 1     |
| Senegal                        |      | 1        |               | 1     |
| África do Sul                  |      | 1        |               | 1     |
| Tanzânia                       | 1    | 1        |               | 1     |
| Uganda                         |      | 1        |               | 1     |
| República Democrática do Congo |      | 1        |               | 1     |
| Totale Africa                  | 1    | 13       | 0             | 13    |
| Argentina                      | 2    | 3        | 1             | 4     |
| Bolívia                        |      | 1        |               | 1     |
| Brasil                         | 3    | 6        | 1             | 7     |
| Canadá                         | 2    | 3        |               | 3     |
| Chile                          | 1    | 1        |               | 1     |
| Colômbia                       | 1    | 1        |               | 1     |
| Equador                        | 1    | 1        |               | 1     |
| Guatemala                      |      | 1        |               | 1     |
| México                         | 1    | 1        | 1             | 2     |
| Peru                           | 1    | 1        |               | 1     |
| Porto Rico                     |      | 1        |               | 1     |
| República Dominicana           |      | 1        |               | 1     |
| Estados Unidos                 | 5    | 9        | 3             | 12    |
| Uruguai                        | 1    |          | 1             | 1     |
| Venezuela                      | 1    | 1        |               | 1     |
| Totale America                 | 19   | 31       | 7             | 38    |
| Armênia                        | 1    |          |               |       |
| China                          | 1    |          |               |       |
| Coreia do Sul                  |      | 1        |               | 1     |
| Filipinas                      | 1    | 2        |               | 2     |
| Japão                          | 1    |          |               |       |
| Índia                          | 1    | 3        |               | 3     |
| Indonésia                      |      | 1        |               | 1     |
| Iraque                         | 1    | 0        |               |       |
| Paquistão                      |      | 1        |               | 1     |
| Sri Lanka                      |      | 1        |               | 1     |
| Totale Asia                    | 6    | 9        | 0             | 9     |
| Áustria                        | 1    | 2        |               | 2     |
| Bélgica                        | 1    | 2        |               | 2     |
| Tchecoslováquia                |      | 1        |               | 1     |
| França                         | 7    | 7        |               | 7     |
| Alemanha                       | 3    | 5        | 1             | 6     |
| Irlanda                        | 1    |          |               |       |
| Itália                         | 29   | 26       | 6             | 32    |
| Iugoslávia                     |      | 1        |               | 1     |
| Países Baixos                  | 1    | 2        |               | 2     |
| Polónia                        | 1    | 3        |               | 3     |
| Portugal                       | 2    | 1        |               | 1     |
| Reino Unido                    | 1    | 2        |               | 2     |
| Espanha                        | 6    | 4        |               | 4     |
| Hungria                        | 1    | 1        |               | 1     |
| União Soviética                | 1    |          | 1             | 1     |
| Totale Europa                  | 55   | 57       | 8             | 65    |
| Austrália                      | 1    | 2        |               | 2     |
| Nova Zelândia                  |      | 1        |               | 1     |
| Samoa                          |      | 1        |               | 1     |
| Totale Oceania                 | 1    | 4        | 0             | 4     |
| Totale                         | 82   | 114      | 15            | 129   |

## Composição por consistório
| Concistoro             | 1963 | 1978    | 1978        | 1978  |
| ---------------------- | ---- | ------- | ----------- | ----- |
|                        |      | Eleitor | Não eleitor | Total |
| Dezembro de 1929       | 1    |         |             |       |
| Junho de 1930          | 1    |         |             |       |
| Março de 1933          | 1    |         |             |       |
| Dezembro 1935          | 2    |         |             |       |
| Junho de 1936          | 1    |         |             |       |
| Dezembro 1937          | 2    |         |             |       |
| Criados por Pio XI     | 8    |         |             |       |
| Fevereiro de 1946      | 15   |         | 3           | 3     |
| Janeiro 1953           | 14   | 4       | 2           | 6     |
| Criados por Pio XII    | 29   | 4       | 5           | 9     |
| Dezembro 1958          | 19   | 2       | 3           | 5     |
| Dezembro de 1959       | 7    |         | 1           | 1     |
| Março de 1960          | 6    | 2       |             | 2     |
| Janeiro de 1961        | 4    | 1       |             | 1     |
| Março de 1962          | 9    | 3       |             | 3     |
| Criados por João XXIII | 45   | 8       | 4           | 12    |
| Fevereiro de 1965      |      | 11      | 2           | 13    |
| Junho 1967             |      | 15      | 2           | 17    |
| Abril 1969             |      | 26      | 1           | 27    |
| Março 1973             |      | 25      | 1           | 26    |
| Maio 1976              |      | 21      |             | 21    |
| Junho 1977             |      | 4       |             | 4     |
| Criados por Paulo VI   |      | 102     | 6           | 108   |
| total                  | 82   | 114     | 15          | 129   |

## Evolução durante o pontificado
| Data                   | Evento                                                         | País     | Eleitores | Não eleitores | Total |
| ---------------------- | -------------------------------------------------------------- | -------- | --------- | ------------- | ----- |
| 25 de agosto de 1978   | Cardeais no momento do Conclave de agosto de 1978              | Vaticano | 114       | 15            | 129   |
| 26 de agosto de 1978   | Eleição papal do cardeal Albino Luciani como Papa João Paulo I | Vaticano | 113       | 15            | 128   |
| 11 de setembro de 1978 | morte do cardeal Valerian Gracias (77 anos)                    | Índia    | 112       | 15            | 127   |
| 28 de setembro de 1978 | morte do Papa João Paulo I (65 anos)                           | Vaticano | 112       | 15            | 127   |
| 14 de outubro de 1978  | morte do cardeal Boleslaw Filipiak (77 anos)                   | Polónia  | 111       | 15            | 126   |